# Pouy-Roquelaure
Pouy-Roquelaure (Poi e Ròcalaura en gascon) est une commune française située dans le département du Gers en région Occitanie. Sur le plan historique et culturel, la commune est dans la Lomagne, une ancienne circonscription de la province de Gascogne ayant titre de vicomté, surnommée « Toscane française ».
Exposée à un climat océanique altéré, elle est drainée par le Petit Auvignon et par divers autres petits cours d'eau.
Pouy-Roquelaure est une commune rurale qui compte 115 habitants en 2022, après avoir connu un pic de population de 628 habitants en 1831.  Ses habitants sont appelés les Pouy-Roquelains ou  Pouy-Roquelaines.

## Géographie

### Localisation
Pouy-Roquelaure est une commune de Gascogne située sur le Petit Auvignon, elle est limitrophe du département de Lot-et-Garonne.

### Communes limitrophes
Les communes limitrophes sont  Berrac, Gazaupouy, La Romieu, Lamontjoie, Ligardes et Saint-Mézard.
|           | Lamontjoie (Lot-et-Garonne) |              |
| Ligardes  | Pouy-Roquelaure             | Saint-Mézard |
| Gazaupouy | La Romieu                   | Berrac       |

### Géologie et relief
Pouy-Roquelaure se situe en zone de sismicité 1 (sismicité très faible).

### Hydrographie

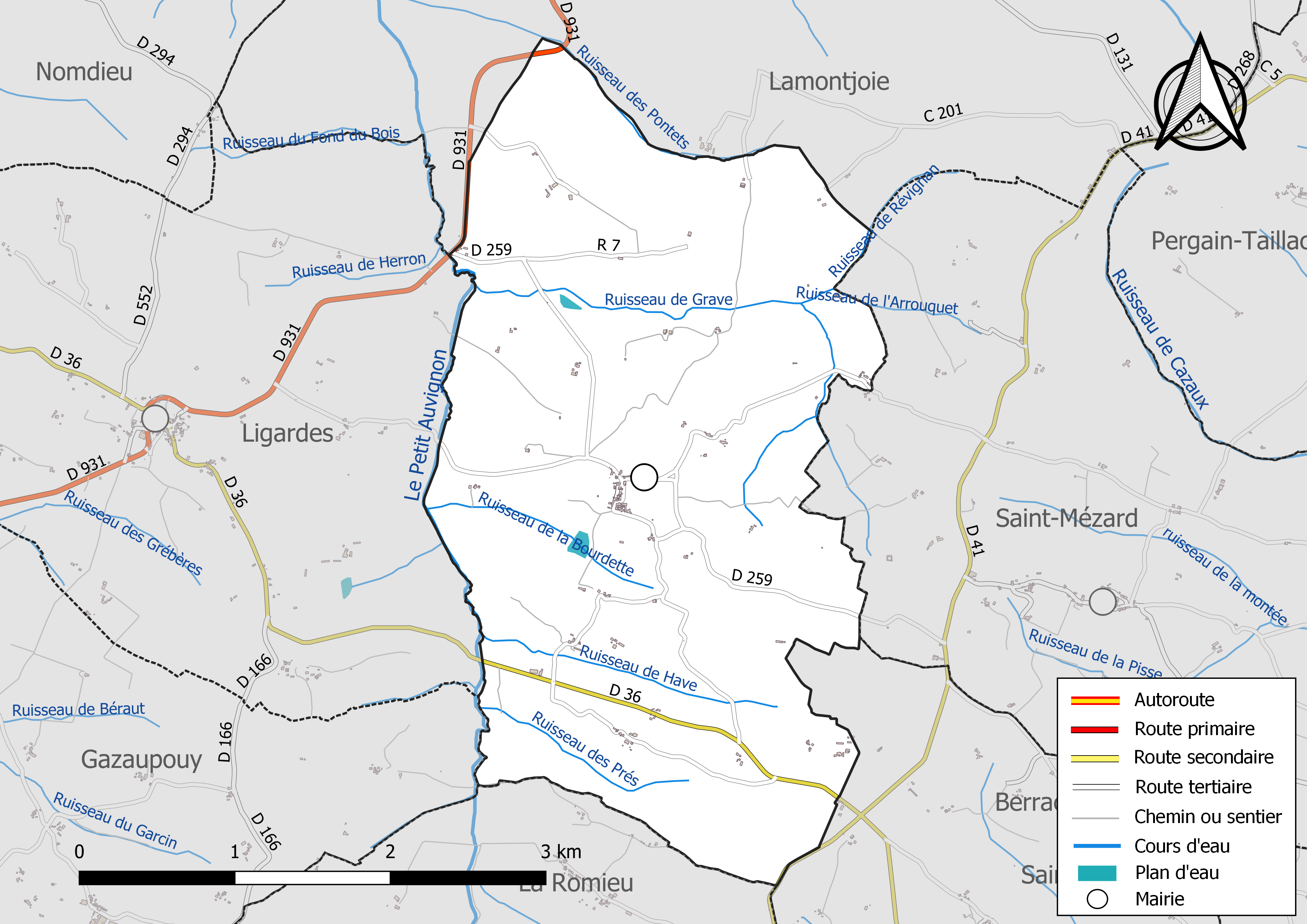
Réseaux hydrographique et routier de Pouy-Roquelaure.

La commune est dans le bassin de la Garonne, au sein du bassin hydrographique Adour-Garonne. Elle est drainée par le Petit Auvignon, le ruisseau de Grave, le ruisseau de Have, le ruisseau de la Bourdette, le ruisseau de l'Arrouquet, le ruisseau de Révignan, le ruisseau des Pontets, le ruisseau des Prés et par deux petits cours d'eau, qui constituent un réseau hydrographique de 12 km de longueur totale,.
Le Petit Auvignon, d'une longueur totale de 23,6 km, prend sa source dans la commune de La Romieu et s'écoule vers le nord. Il traverse la commune et se jette dans l'Auvignon à Calignac, après avoir traversé 12 communes.

### Climat
Pour des articles plus généraux, voir Climat de l'Occitanie et Climat du Gers.
En 2010, le climat de la commune est de type climat océanique dégradé des plaines du Centre et du Nord, selon une étude s'appuyant sur une série de données couvrant la période 1971-2000. En 2020, Météo-France publie une typologie des climats de la France métropolitaine dans laquelle la commune est exposée à un climat océanique altéré et est dans la région climatique Aquitaine, Gascogne, caractérisée par une pluviométrie abondante au printemps, modérée en automne, un faible ensoleillement au printemps, un été chaud (19,5 °C), des vents faibles, des brouillards fréquents en automne et en hiver et des orages fréquents en été (15 à 20 jours).
Pour la période 1971-2000, la température annuelle moyenne est de 13,2 °C, avec une amplitude thermique annuelle de 15,6 °C. Le cumul annuel moyen de précipitations est de 746 mm, avec 10,5 jours de précipitations en janvier et 6,5 jours en juillet. Pour la période 1991-2020, la température moyenne annuelle observée sur la station météorologique la plus proche, située sur la commune de Laplume à 8 km à vol d'oiseau, est de 14,2 °C et le cumul annuel moyen de précipitations est de 767,2 mm,. Pour l'avenir, les paramètres climatiques de la commune estimés pour 2050 selon différents scénarios d'émission de gaz à effet de serre sont consultables sur un site dédié publié par Météo-France en novembre 2022.

### Milieux naturels et biodiversité
Aucun espace naturel présentant un intérêt patrimonial n'est recensé sur la commune dans l'inventaire national du patrimoine naturel,,.

## Urbanisme

### Typologie
Au 1er janvier 2024, Pouy-Roquelaure est catégorisée commune rurale à habitat très dispersé, selon la nouvelle grille communale de densité à sept niveaux définie par l'Insee en 2022.
Elle est située hors unité urbaine et hors attraction des villes,.

### Occupation des sols
L'occupation des sols de la commune, telle qu'elle ressort de la base de données européenne d’occupation biophysique des sols Corine Land Cover (CLC), est marquée par l'importance des territoires agricoles (99 % en 2018), une proportion identique à celle de 1990 (99 %). La répartition détaillée en 2018 est la suivante : 
terres arables (73,2 %), zones agricoles hétérogènes (25,7 %), forêts (1 %). L'évolution de l’occupation des sols de la commune et de ses infrastructures peut être observée sur les différentes représentations cartographiques du territoire : la carte de Cassini (XVIIIe siècle), la carte d'état-major (1820-1866) et les cartes ou photos aériennes de l'IGN pour la période actuelle (1950 à aujourd'hui).

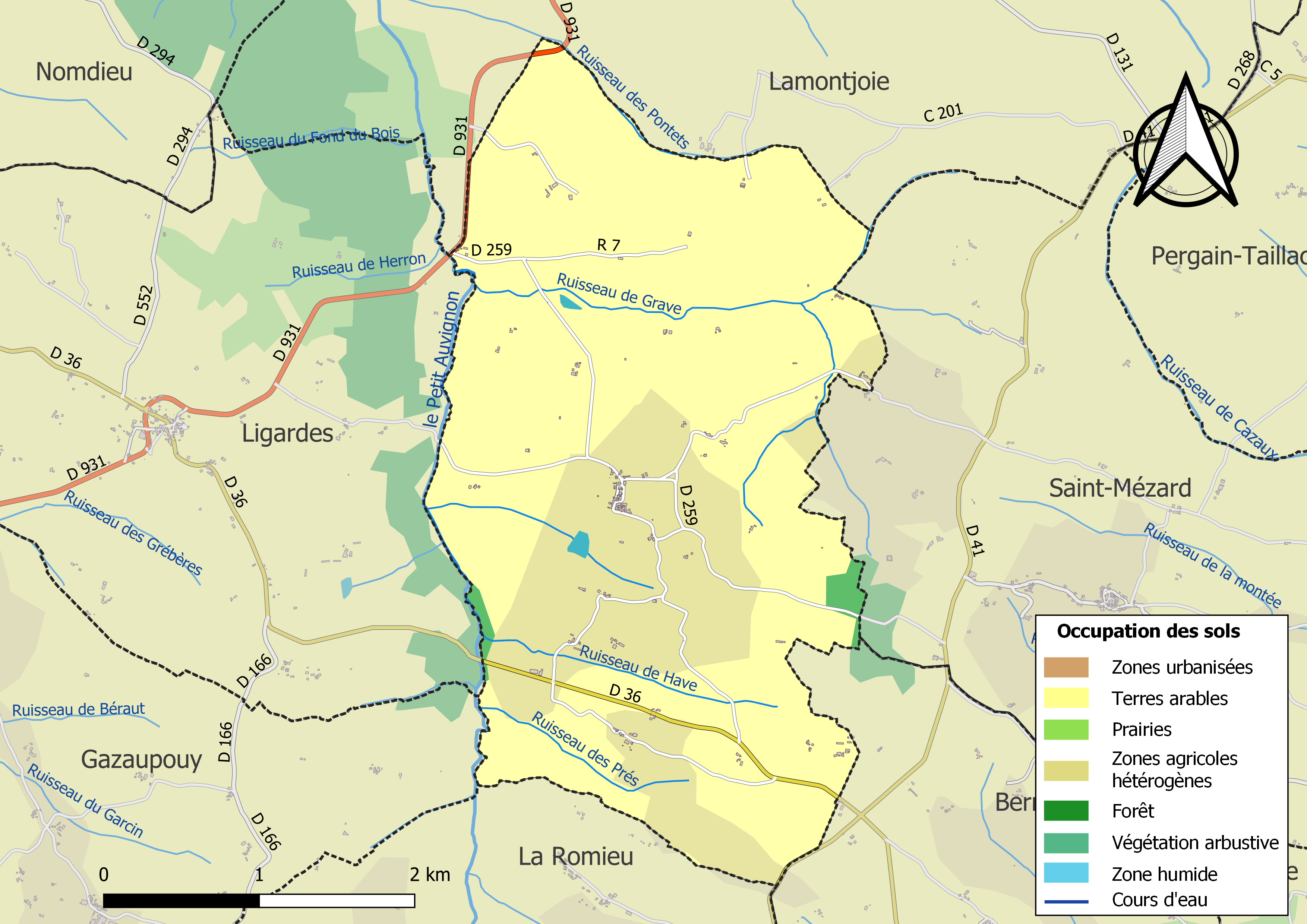
Carte des infrastructures et de l'occupation des sols de la commune en 2018 (CLC).

### Risques majeurs
Le territoire de la commune de Pouy-Roquelaure est vulnérable à différents aléas naturels : météorologiques (tempête, orage, neige, grand froid, canicule ou sécheresse) et séisme (sismicité très faible). Un site publié par le BRGM permet d'évaluer simplement et rapidement les risques d'un bien localisé soit par son adresse soit par le numéro de sa parcelle.

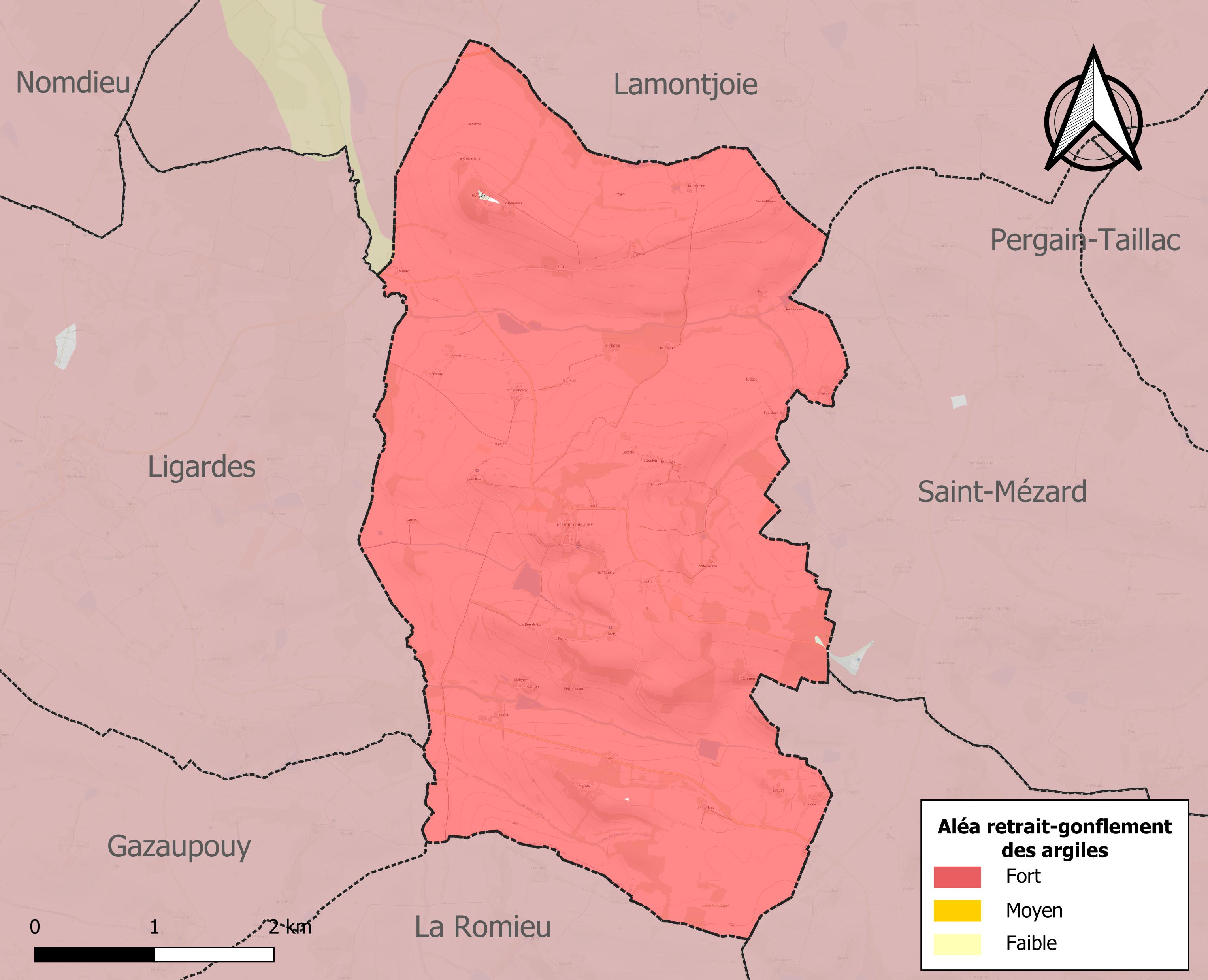
Carte des zones d'aléa retrait-gonflement des sols argileux de Pouy-Roquelaure.

Le retrait-gonflement des sols argileux est susceptible d'engendrer des dommages importants aux bâtiments en cas d’alternance de périodes de sécheresse et de pluie. La totalité de la commune est en aléa moyen ou fort (94,5 % au niveau départemental et 48,5 % au niveau national). Sur les 79 bâtiments dénombrés sur la commune en 2019, 77 sont en aléa moyen ou fort, soit 97 %, à comparer aux 93 % au niveau départemental et 54 % au niveau national. Une cartographie de l'exposition du territoire national au retrait gonflement des sols argileux est disponible sur le site du BRGM,.
Par ailleurs, afin de mieux appréhender le risque d’affaissement de terrain, l'inventaire national des cavités souterraines permet de localiser celles situées sur la commune.
La commune a été reconnue en état de catastrophe naturelle au titre des dommages causés par les inondations et coulées de boue survenues en 1999 et 2009. Concernant les mouvements de terrains, la commune a été reconnue en état de catastrophe naturelle au titre des dommages causés par la sécheresse en 2002, 2003 et 2012 et par des mouvements de terrain en 1999.

## Toponymie
Bâtie sur une hauteur comme son nom l’indique (« Pouy », « puy », du latin podium).

## Politique et administration
| Période                                  | Période                | Identité         | Étiquette | Qualité |
| ---------------------------------------- | ---------------------- | ---------------- | --------- | ------- |
| mars 2001                                | 2008                   | Mario Dal Zovo   |           |         |
| mars 2008                                | 2014                   | Bertrand Stiers  |           |         |
| 2014                                     | 2020                   | Claire Bolzer    |           |         |
| 2020                                     | avril 2023 (démission) | Karine Jackson   |           |         |
| 2023                                     | En cours               | Aurélie Cazaubon |           |         |
| Les données manquantes sont à compléter. |                        |                  |           |         |

## Démographie
| 1793 | 1800 | 1806 | 1821 | 1831 | 1841 | 1846 | 1851 | 1856 |
| ---- | ---- | ---- | ---- | ---- | ---- | ---- | ---- | ---- |
| 403  | 396  | 419  | 441  | 628  | 516  | 508  | 521  | 537  |

| 1861 | 1866 | 1872 | 1876 | 1881 | 1886 | 1891 | 1896 | 1901 |
| ---- | ---- | ---- | ---- | ---- | ---- | ---- | ---- | ---- |
| 486  | 446  | 426  | 424  | 398  | 371  | 327  | 328  | 299  |

| 1906 | 1911 | 1921 | 1926 | 1931 | 1936 | 1946 | 1954 | 1962 |
| ---- | ---- | ---- | ---- | ---- | ---- | ---- | ---- | ---- |
| 314  | 279  | 241  | 278  | 244  | 244  | 236  | 201  | 168  |

| 1968 | 1975 | 1982 | 1990 | 1999 | 2006 | 2008 | 2013 | 2018 |
| ---- | ---- | ---- | ---- | ---- | ---- | ---- | ---- | ---- |
| 141  | 128  | 139  | 152  | 137  | 140  | 141  | 127  | 121  |

| 2022 | - | - | - | - | - | - | - | - |
| ---- | - | - | - | - | - | - | - | - |
| 115  | - | - | - | - | - | - | - | - |

## Économie

### Emploi
|                | 2008  | 2013  | 2018   |
| -------------- | ----- | ----- | ------ |
| Commune        | 1 %   | 6 %   | 13,8 % |
| Département    | 6,1 % | 7,5 % | 8,2 %  |
| France entière | 8,3 % | 10 %  | 10 %   |

En 2018, la population âgée de 15 à 64 ans s'élève à 65 personnes, parmi lesquelles on compte 78,5 % d'actifs (64,6 % ayant un emploi et 13,8 % de chômeurs) et 21,5 % d'inactifs,. En  2018, le taux de chômage communal (au sens du recensement) des 15-64 ans est supérieur à celui du département et de la France, alors qu'en 2008 la situation était inverse.
La commune est hors attraction des villes,. Elle compte 14 emplois en 2018, contre 22 en 2013 et 10 en 2008. Le nombre d'actifs ayant un emploi résidant dans la commune est de 42, soit un indicateur de concentration d'emploi de 33,3 % et un taux d'activité parmi les 15 ans ou plus de 47,7 %.
Sur ces 42 actifs de 15 ans ou plus ayant un emploi, 12 travaillent dans la commune, soit 29 % des habitants. Pour se rendre au travail, 88,1 % des habitants utilisent un véhicule personnel ou de fonction à quatre roues, 2,4 % les transports en commun, 2,4 % s'y rendent en deux-roues, à vélo ou à pied et 7,1 % n'ont pas besoin de transport (travail au domicile).

### Activités hors agriculture
9 établissements sont implantés  à Pouy-Roquelaure au 31 décembre 2019.
Le secteur du commerce de gros et de détail, des transports, de l'hébergement et de la restauration est prépondérant sur la commune puisqu'il représente 44,4 % du nombre total d'établissements de la commune (4 sur les 9 entreprises implantées  à Pouy-Roquelaure), contre 27,7 % au niveau départemental.

### Agriculture
|               | 1988 | 2000 | 2010 | 2020 |
| ------------- | ---- | ---- | ---- | ---- |
| Exploitations | 24   | 15   | 11   | 9    |
| SAU (ha)      | 945  | 647  | 608  | 541  |

La commune est dans le « Haut-Armagnac », une petite région agricole occupant le centre du département du Gers. En 2020, l'orientation technico-économique de l'agriculture  sur la commune est l'exploitation de grandes cultures (hors céréales et oléoprotéagineuses). Neuf exploitations agricoles ayant leur siège dans la commune sont dénombrées lors du recensement agricole de 2020 (24 en 1988). La superficie agricole utilisée est de 541 ha,,.

## Culture locale et patrimoine

### Lieux et monuments
- Restes de fortifications : L'enceinte a été détruite en partie au 19e siècle. Reste notamment une porte piétonne datée de 1583 percée dans le mur sud de l'enceinte. Plusieurs maisons du village portent des dates du 17e siècle témoignant de reconstructions.
- Le château de Pouy-Roquelaure situé dans le village, avec ses deux tours imposantes formant avant corps et son grand parc. Le château actuel date du 16e siècle, partiellement reconstruit au 19e siècle. Il est caractérisé par son mur d’enceinte de 1,3 kilomètre qui englobe un parc de 8 hectares. Un alignement de tilleuls borde l’allée qui mène à celui-ci. De magnifiques cèdres forment un ensemble boisé dans la partie sud du parc, le reste de celui-ci étant cultivé en prairie. Propriété privée à ce jour.
- Le château de Roquelaure, aujourd'hui en ruines, datant du 16e siècle, situé au nord du village sur une butte. Ce château possédait trois tours quadrangulaires bâties en amphithéâtre, formant une fortification massive et un bon point d'observation. Transformation du château vers 1825 par le Comte de Marans, en ne gardant qu'une tour. Nouvelle transformation vers 1910-1915. Propriété privée à ce jour.
- Fontaine communale et lavoir aujourd'hui rénové, situés au pied du château de Pouy-Roquelaure, côté sud. En 1986-1987, le lavoir servait encore pour rincer les grosses lessives.
- L'ancien chenil pour chiens de chasse, situé au sud-est du château de Pouy-Roquelaure. Un tunnel sous la route, construit en pierre, permettait de passer du château au chenil, avec escalier en pierre côté château et portail en fer côté garenne.
- Église Saints-Fabien-et-Sébastien, XIXe s., néogothique[28],[29] ;
- Église[30] ou Chapelle Sainte-Marie-Madeleine de Rignac[31], médiévale (éléments romans). Désaffectée en 1973, tombée en ruine, elle a été restaurée dans les années 1980 et abrite un atelier d’art religieux nommé « Tabor Laboratoire d'art »[32],[33]. Propriété privée. L'édifice est répertorier à l'Inventaire général Région Midi-Pyrénées[31].

### Personnalités liées à la commune
- Les Lactorates.

### Héraldique
| Blason | Blasonnement : D'or au chevron accompagné en chef de deux roses et en pointe d'un mont de six coupeaux, le tout de gueules. |